# Bettwiesen
Bettwiesen är en ort och kommun i distriktet Münchwilen i kantonen Thurgau, Schweiz. Kommunen har 1 324 invånare (2023).